# Oeneis glacialis
Oeneis glacialis е вид пеперуда от семейство Многоцветници (Nymphalidae). Видът не е застрашен от изчезване.

## Разпространение
Разпространен е в Австрия, Германия, Италия, Лихтенщайн, Франция и Швейцария.